# Tancament de Caixes
El Tancament de Caixes fou una protesta dels botiguers i dels industrials de Barcelona el 20 d'octubre de l'any 1899 contra la llei del Gabinet de Francisco Silvela i del seu ministre d'Hisenda Raimundo Fernández Villaverde. Va consistir a donar de baixa els establiments comercials i indústries per tal de deixar de pagar la contribució sense que fos il·legal. La protesta fou encapçalada pel Dr. Bartomeu Robert i Yarzábal, batlle de la ciutat de Barcelona.
L'acció va ser una conseqüència de la crisi colonial del 1898, que va portar el govern espanyol a imposar uns pressupostos restrictius acompanyats d'una alça d'impostos per a compensar el dèficit. La protesta fou sobretot contra l'impost d'Utilitats del capital i del treball i el de cèdules personals, amb uns tipus més alts a Barcelona que a Madrid. Aquest fet va crear un sentiment d'engany entre la burgesia catalana, ja que havien militat amb els partits dinàstics tradicionalistes que van ser els que més es van ressentir al contrari que Madrid que, amb un model de treball més progressista, va patir una mica menys les conseqüències.
La Junta de la Lliga de Defensa Industrial i Comercial va realitzar la convocatòria de la protesta. Es constituí una Junta Sindical Permanent, elegida per la representació de més de cinquanta gremis de Barcelona. La protesta s'escampà per Sabadell, Mataró, Manresa i Vilafranca i alguns comerciants foren tancats a la presó per no haver pagat les contribucions.

## Conseqüències
El tancament de caixes va suposar la dimissió abans de signar els embargaments, de l'alcalde de Barcelona, Dr. Bartomeu Robert i la dels ministres del Govern d'Espanya Manuel Duran i Bas i Camilo García de Polavieja y del Castillo. Davant d'aquest escenari, l'Estat va decretar l'estat de guerra a Catalunya i va il·legalitzar la Lliga de Defensa Industrial i Comercial. La premsa de Madrid va aplaudir aquestes mesures dràstiques, ja que veia en el Tancament de Caixes un moviment separatista de gran abast que calia combatre per tots els mitjans. Alguns comerciants catalans van ser empresonats i es van confiscar establiments per a atemorir els que encara es negaven a pagar les contribucions. Finalment, les pèrdues econòmiques i el risc que patien els comerciants van fer que el moviment claudiqués. El sector de la burgesia que havia creat la Junta Regional d'Adhesions al Programa del General Polavieja va evolucionar ràpidament cap al regionalisme polític, que va desembocar en la creació de la Unió Regionalista. Aquest grup, fundat l'any 1899 i presidit pel doctor Robert, va esdevenir dos anys més tard la Lliga Regionalista, que seria el nucli del catalanisme polític que marcaria el segle xx.